# Marchetta

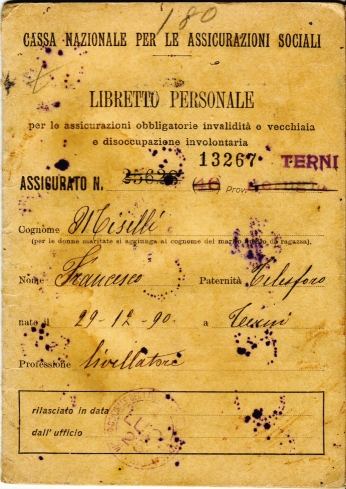
Libretto personale per l'applicazione delle marche previdenziali

Il termine marchetta designava una sorta di francobollo (marca, appunto) che veniva applicato sul libretto assicurativo personale degli operai per attestare l'avvenuto pagamento dei contributi previdenziali e delle assicurazioni sociali. Il sistema delle marche previdenziali, iniziato in epoca fascista, è rimasto in uso fino ai primi anni settanta, quando fu sostituito da altri sistemi per l'assolvimento degli obblighi contributivi e previdenziali. 

## Altri significati
- In senso traslato il termine venne usato per indicare un gettone che il cliente di un bordello ritirava alla cassa pagando in anticipo la prestazione, e che successivamente lasciava alla prostituta con la quale s'intratteneva, in modo tale da permetterle di riscuotere il compenso dovutole. Da qui in poi, il termine marchette è stato riferito all'ambito della prostituzione[1][2][3]. Per metonimia, marchetta può anche indicare (al pari di marchettara o marchettaro[3][4]) anche la stessa persona, femmina o maschio, dedita alla prostituzione[5].
- In ambito sociale il termine “fare una marchetta” ha acquisito il significato dispregiativo di “lavoro non impegnativo fatto per compiacere qualcuno o per ottenere un minimo guadagno”[5].
- In gergo giornalistico invece sono definiti "marchette" i finti articoli che più o meno velatamente in realtà favoriscono un prodotto o un'attività commerciale.[6]